# إسيتالوبرام
إسيتالوبرام (بالإنجليزية: Escitalopram) ويباع تجاريًا تحت أسماء ليكسابرو وسيبراليكس وغيرها، هو مضاد اكتئاب من فئة مثبطات استرداد السيروتونين الانتقائية (SSRI). يستخدم أساسًا لعلاج الاضطراب الاكتئابي واضطراب القلق العام. يؤخذ عن طريق الفم، وهو متاحٌ تجاريًا على بنية ملح أكسالات حصريًا.

## الاستخدامات الطبية
تمت الموافقة على استخدام إسيتالوبرام من قِبل إدارة الغذاء والدواء الأمريكية (FDA) لعلاج الاضطراب الاكتئابي الحاد لدى المراهقين والبالغين، واضطراب القلق العام (GAD) لدى البالغين، بجرعات تتراوح بين 5 إلى 20 ملغ. في الدول الأوروبية بما في ذلك المملكة المتحدة، تمت الموافقة على استخدامه لعلاج الاكتئاب واضطرابات القلق، التي تشمل: اضطراب القلق العام،  الرهاب الاجتماعي (SAD)، اضطراب الوسواس القهري (OCD)، واضطراب الهلع سواءً كان مصحوبًا  برهاب الخلاء أو غير مصحوب به. كما تمت الموافقة على استخدامه في أستراليا لعلاج الاضطراب الاكتئابي الحاد.

## الجرعة الفائتة
تناول الجرعة الفائتة بمجرد أن تتذكرها. إلا إذا كان قد تبقى خمس أو ست ساعات عن الجرعة التالية، في هذه الحالة تخطَّ الجرعة الفائتة ثم أكمل الدواء حسب جدولك الطبيعي. ولا تتناول جرعة مزدوجة لتعوض الجرعة الفائتة.

## الأعراض الجانبية المحتملة
- جفاف الفم.
- رعشة أو تقلصات في العضلة.
- عصبية.
- متاعب في النوم.
- صداع، خمول.
- إغماء.
- غثيان.
- خمول.
- أرق.
- صداع.
- زيادة في العرق.
- دوخة، صداع بسيط.
- انخفاض/ زيادة الشهية
- تغيرات في الوظيفة الجنسية.

## تحذيرات / احتياطات
هذا الدواء من الممكن أن يسبب دوخة أو دوار أو خمول.
شرب الكحول من الممكن أن يزيد من تأثير هذا الدواء ويجب تجنبه.
تدخين السجائر يمكن أن تقلل من فاعلية هذا الدواء.
إذا كنت تخطط لجراحة، فيجب أن تخبر طبيبك.
لا تأخذ هذا الدواء إذا كنت تناولت مثبطات المونو أمينو أوكسيداز (فينيلزين(نارديل) أو ترانيلكيبرومين (بارنات) في الاسبوعين الماضيين.
هذا الدواء يمكن أن يزيد من مخاطر التفكير في الانتحار أو السلوك الانتحاري في بعض الاطفال والمراهقين.وآباء الاطفال الذين يتناولون مضادات الاكتئاب يجب أن يلاحظوا علامات سوء الاكتئاب أو أي تغيرات غير معتادة في التصرف.

## فرط الجرعة
اطلب الرعاية الطبية فوراً. قم بالاتصال بوحدة السموم.

## التداخلات الدوائية
إذا كنت تتناول مضادات الاكتئاب من الترايسيكلين، تحدث إلى طبيبك قبل أن تأخذ هذا الدواء.
يجب تجنب تناول عشبة القديس جون (St. John's wort) أثناء تناولك لهذا الدواء بسبب زيادة خطر حالة نادرة ولكنها مهددة للحياة تدعى متلازمة السيروتونين.
أخبر طبيبك إذا كنت تتناول أياً من الأدوية التالية:
- وارفارين
- مضادات الاكتئاب الأخرى.
- ميثوبرولول.
- مضادات الهيستامين.
- كاربامازيبين.
- سيميتيدين.
- استروجين.
- فلوكسيتين.
- إتراكونازول.
- كيتوكونازول.
- ليفودوبا.
- ليثيوم.
- أدوية استرخاء العضلات.
- أقراص التحكم في الحمل.
- أقراص النوم.
- أدوية الغدة الدرقية.

لا تأخذ هذا الدواء مع ثيوريدازين أو خلال 5 أسابيع من تناولك هذا الدواء.
يجب توخي الحذر عند تناول هذا الدواء مع بعض المضادات الحيوية مثل إيريثروميسين، كلاريثروميسين أو أزيثروميسين.
إذا كنت تتناول أدوية للصداع النصفي مثل لميتريكس، تحدث إلى طبيبك قبل أن تتناول هذا الدواء.
هذا الدواء لا ينبغي أن يؤخذ مع مثبطات المونو أمينو أوكسيداز.
إذا كنت تتناول مثبطات المونو أمينو أوكسيداز تحدث إلى طبيبك أو الصيدلي.

## الحمل / الرضاعة
إذا كنت تخططين للحمل، ناقشي مع طبيبك مزايا ومخاطر استخدام هذا الدواء أثناء الحمل. لان هذا الدواء يفرز في حليب الرضاعة، فالأمهات المرضعات يجب عليهن استشارة الطبيب في حال كُنّ يتناولن هذا الدواء.

## معلومات إضافية
مضادات الاكتئاب تستخدم لعلاج العديد من الحالات منها الاكتئاب وبعض الاضطرابات العقلية الأخرى. هذه الأدوية تساعد على منع أفكار الانتحار ومحاولاته ولها بعض الفوائد الأخرى. ومع ذلك فقد أظهرت الدراسات أن عدداً قليلاً ممن يستخدمون هذه الأدوية لأي سبب وخصوصا الأطفال والمراهقين ربما يصابون باكتئاب أسوأ، أعراض اضطرابات عقلية/مزاجية أخرى أو محاولات انتحار. لذلك من المهم جداً أن تتحدث مع طبيبك عن فوائد ومخاطر أدوية مضادات الاكتئاب حتى لو تم استخدامه لغير الاضطرابات العقلية.
أخبر طبيبك فوراً إذا لاحظت سوء الاكتئاب، تغييرات غير معتادة في السلوك (تتضمن محاولات الانتحار) أو أي تغير في الحالة المزاجية أو العقلية. تنبه جيدا لهذه الأعراض عند استعمال مضاد اكتئاب جديد أو عند تغيير الجرعة.